# High Chicago
Pour plus de détails, voir Fiche technique et Distribution.
High Chicago est un film dramatique canadien réalisé par Alfons Adetuyi (en) et sorti en 2011.

## Synopsis
Sam, un père alcoolique et ancien militaire, se tourne vers le jeu pour financer son projet d'ouvrir un ciné-parc en Afrique.

## Fiche technique
- Réalisation : Alfons Adetuyi (en)
- Scénario : Robert Adetuyi (en)
- Photographie : Rhett Morita
- Direction artistique : Nazgol Goshtasbpour
- Décors : Chris Crane
- Costumes : Julie Whitfield
- Montage : Lisa di Michele
- Musique : Frank Fitzpatrick (en)
- Production : Alfons Adetuyi (en), Tom Adetuyi, Amanda Laukys, Adam Roberts et Stephen J. Turnbull
- Société de production : Inner City Films
- Pays de production :  Canada
- Langue originale : Anglais
- Format : Couleur
- Genre : Drame
- Durée : 95 minutes
- Date de sortie : 2011

## Distribution
- Colin Salmon : Sam
- Karen LeBlanc : Ruth
- Fulvio Cecere : Popeye
- Michael Xavier : Scott
- Rob deLeeuw : Eddie
- Chaz Kent : Teddy
- Dylan Smith : Tiny
- Amber Kent : Jackie
- John Robinson : Johnny
- Sebastian Pigott : Le garçon
- Jim Calarco : Frank
- Eugene Clark : Buzz
- Patrick Garrow : Terrance
- Ron Tough : L'inspecteur
- Katherine Trowell : Betty
- Michael Vincent Dagostino : Le représentant syndical
- Matt Adetuyi : Darryl
- Richard Barlow : Chuck
- Claudia Ferreira : L'agent de voyage
- Sharon Brown : Helen
- Kevin Hanchard : Paul
- Michael Cleland : Le patron du bar
- Lucky Ejim : Africain
- Stefanie Lang : Roxanne
- Stéphane Paquette : Le superviseur
- Mark Tafford : Présentateur radio / télé

## Distinctions

### Récompenses
- Reelworld Film Festival (en) (2012) :
  - Long-métrage canadien exceptionnel
  - Prix du public

### Nominations
- Canadian Cinema Editors (en) (2012) :
  - Meilleur montage pour un long-métrage pour Lisa di Michele

- Africa Movie Academy Awards (2012) :
  - Meilleur film de diaspora